# Берков, Геннадий Борисович
Генна́дий Бори́сович Берков (20 февраля 1961, Киев, Украинская ССР, СССР — 26 июля 2011, Москва, Россия) — советский и российский музыкант, композитор, аранжировщик, музыкальный продюсер. Получил известность в 1980—1990-х годах как лидер-гитарист группы «Спасательный круг». В 1980-е — 1991 гг. основной музыкант коллектива Игоря Талькова. Также несколько лет работал в группе Софии Ротару. Сотрудничал с Валерием Леонтьевым, Владимиром Асимовым, Михаилом Евдокимовым и группой «Фиджи».

## Биография

### Первые годы
Геннадий Берков родился 20 февраля 1961 года в Киеве. Закончил киевскую среднюю школу № 44.Служил в армии. Рано научился играть на гитаре. Свой творческий путь начал работой музыкантом в киевской дирекции цирка на сцене. После чего попал в ансамбль «Червона рута» Софии Ротару.
Был женат на Валентине Берковой, позднее на Марии Берковой (Чубурковой) — костюмере и директоре группы «Спасательный круг». Имеет дочь.

### В группе «Спасательный круг»
Геннадий Берков пришёл в группу «Спасательный круг» в 1988 году. У Беркова был большой тур с Софией Ротару по Зауралью, Сибири, Дальнему Востоку. На разогрев организаторы все время подвозили каких-то артистов, в Омске это был Игорь. Он тогда только-только стал известным — на «Песне года» в его исполнении прозвучали «Чистые пруды».
Летом того же года Берков был в отпуске, который проводил у родителей в Киеве. Берков был человек действия, поэтому по вечерам просто не знал, куда себя деть. И вдруг увидел афишу: «Игорь Тальков».
Через служебный вход пошёл на концерт во дворец «Украина», благо все бабушки-контролерши знали Гену по ансамблю «Червона рута». Подошёл к Игорю, они немного поговорили, и вдруг он спрашивает: «Гитара у тебя с собой?». — «Да, — дома». — «А можешь завтра прийти и помочь мне — на концерте поиграть?».
В тот вечер Гена послушал весь концерт Игоря: «Чистых прудов» там не было, но все остальное ему очень понравилось. А на следующий вечер привез гитару и вышел с ребятами на сцену. Сразу же после Киева Игорь позвал Гешу в Днепропетровск, где им с Лешей Глызиным предстояло дать во Дворце спорта концерт — по отделению. После этого он предложил Геннадию работать у него.
Берков раздумывал над участием в группе «Спасательный круг»: если до этого он работал в коллективе первой категории у Софии Ротару, то здесь будет речь идёт о начинающем исполнителе. Берков всё-таки решил оставить прежнюю работу и переехать в Москву. Игорь встретил его в аэропорту и увёз к себе. Геннадий Берков не расставался с ним до самого конца — до октября 1991 года.

### Творчество после гибели Игоря Талькова
После смерти Игоря Талькова работал композитором, писал музыку — как инструменталы, так и для звёзд шоу-бизнеса, таких как Андрей Косинский. Продолжал сотрудничать и с сыном Игоря — Игорем Тальковым-младшим.

### Смерть
Геннадий Берков скоропостижно скончался около 18-00 26 июля 2011 года в студии во время репетиции. Скорее всего, сердце музыканта не выдержало стоявшей в Москве жаркой погоды: температура воздуха в тени достигала 32,0 градусов Цельсия.
Неожиданная смерть лидер-гитариста группы «Спасательный круг» вызвала шквал публикаций в социальных сетях и блогах поклонников коллектива, в то время как официальные средства массовой информации, а также телеканалы и радиостанции отреагировали абсолютным молчанием. Урна с прахом захоронена в колумбарии Домодедовского кладбища Москвы.

## Мнения
Игорь Тальков в своей книге «Монолог» сказал о Геннадии Беркове следующее:

Кстати, об «антисемитах» и «антисемитизме». Этот спектакль (Музыкальный спектакль «Суд» — прим.) мы играем с группой «Спасательный круг», где музыканты, они же актеры, почти все — евреи, а самый мой близкий друг — музыкальный руководитель, аранжировщик и лидер-гитарист группы «Спасательный круг» Геннадий Берков — чистокровный еврей и не скрывает этого, в отличие от моих коллег — советских композиторов.
Я сужу людей не по национальному признаку, а по наличию у них совести, либо — отсутствию её. Порядочный еврей другом мне стать может, тогда как негодяй русский — никогда. Мне приходилось встречать евреев, живущих по христианским принципам и русских «иуд». Не важно, к какой национальности принадлежит человек, важно, кому он служит — Белым или чёрным, силам Добра или силам зла, Богу или дьяволу, стремится к разрушению или к созиданию, множит свои грехи или тянется к истине.
Мой друг и помощник Геннадий Берков, о котором я уже упомянул, обладает совестью, разумом и душой, у него даже в мыслях никогда не возникал вопрос, а не антисемит ли я, потому что он прекрасно все понимает.

## Фильмография
- 1990 — Охота на сутенёра — гитарист "Спасательного круга"